# Kunići Ribnički
Kunići Ribnički es una localidad de Croacia en el municipio de Netretić, condado de Karlovac.

## Geografía
Se encuentra a una altitud de 256 m s. n. m. a 72 km de la capital nacional, Zagreb.

## Demografía
En el censo 2011, el total de población de la localidad fue de 22 habitantes.
| Gráfica de población de Kunići Ribnički 1857-2011                   |
|                                                                     |
| Según los censos de población de la oficina estadística de Croacia. |